# Decatur (Míchigan)
Decatur es una villa ubicada en el condado de Van Buren en el estado estadounidense de Míchigan. En el Censo de 2010 tenía una población de 1819 habitantes y una densidad poblacional de 491,48 personas por km².

## Geografía
Decatur se encuentra ubicada en las coordenadas 42°6′28″N 85°58′30″O / 42.10778, -85.97500. Según la Oficina del Censo de los Estados Unidos, Decatur tiene una superficie total de 3.7 km², de la cual 3.5 km² corresponden a tierra firme y (5.46%) 0.2 km² es agua.

## Demografía
Según el censo de 2010, había 1819 personas residiendo en Decatur. La densidad de población era de 491,48 hab./km². De los 1819 habitantes, Decatur estaba compuesto por el 87.63% blancos, el 2.69% eran afroamericanos, el 1.21% eran amerindios, el 0.33% eran asiáticos, el 0.05% eran isleños del Pacífico, el 4.12% eran de otras razas y el 3.96% pertenecían a dos o más razas. Del total de la población el 9.4% eran hispanos o latinos de cualquier raza.